# Kasteel van Chaumont-sur-Loire
Het Kasteel van Chaumont-sur-Loire (of: Kasteel van Chaumont) ligt in het stadje Chaumont-sur-Loire. Het kasteel ligt hoog boven de stad en kijkt uit op de rivier de Loire. Het staat bovendien op de Werelderfgoedlijst van UNESCO.

## Geschiedenis

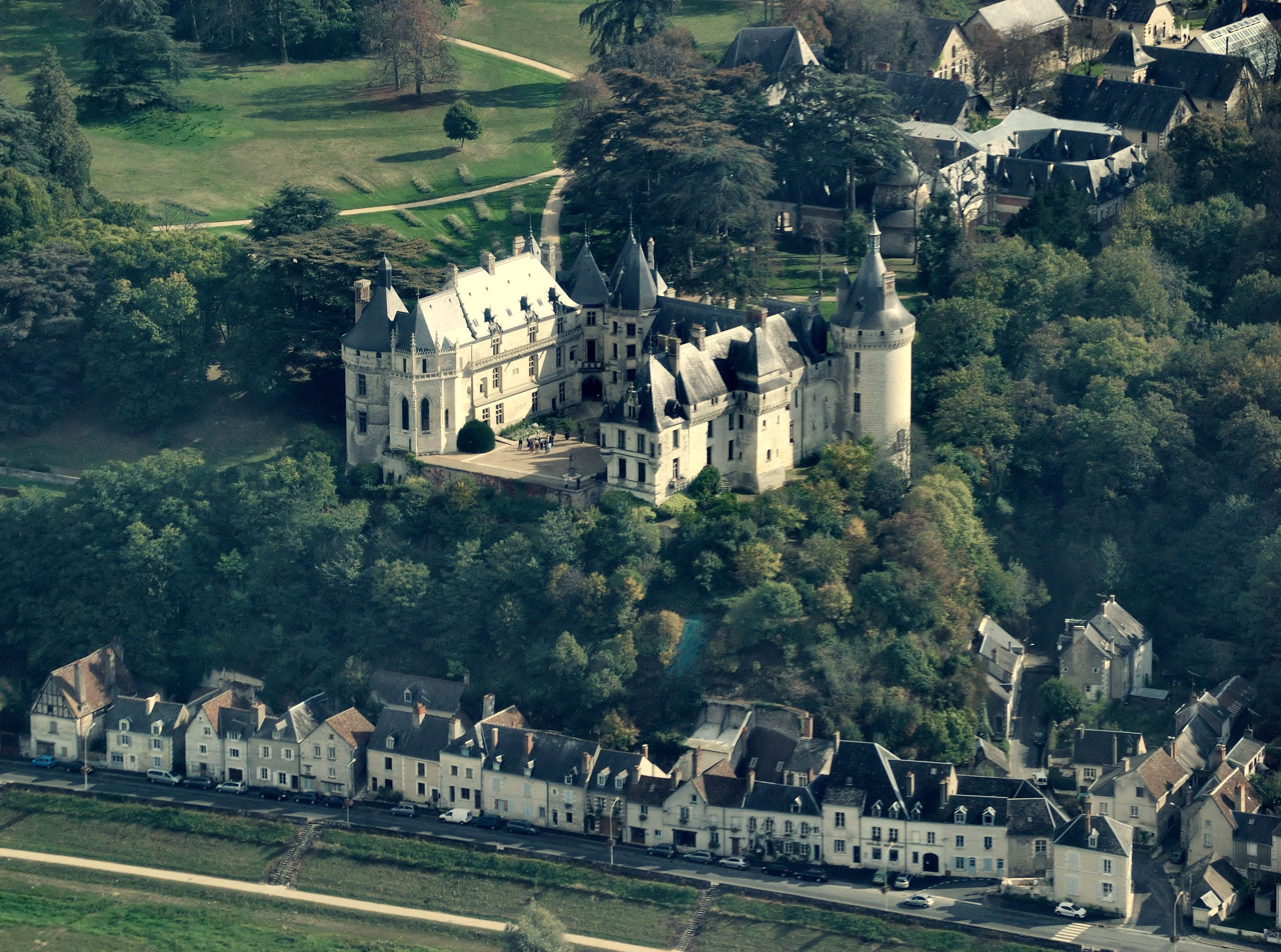
Het kasteel vanuit de lucht met onderaan de weg langs de Loire

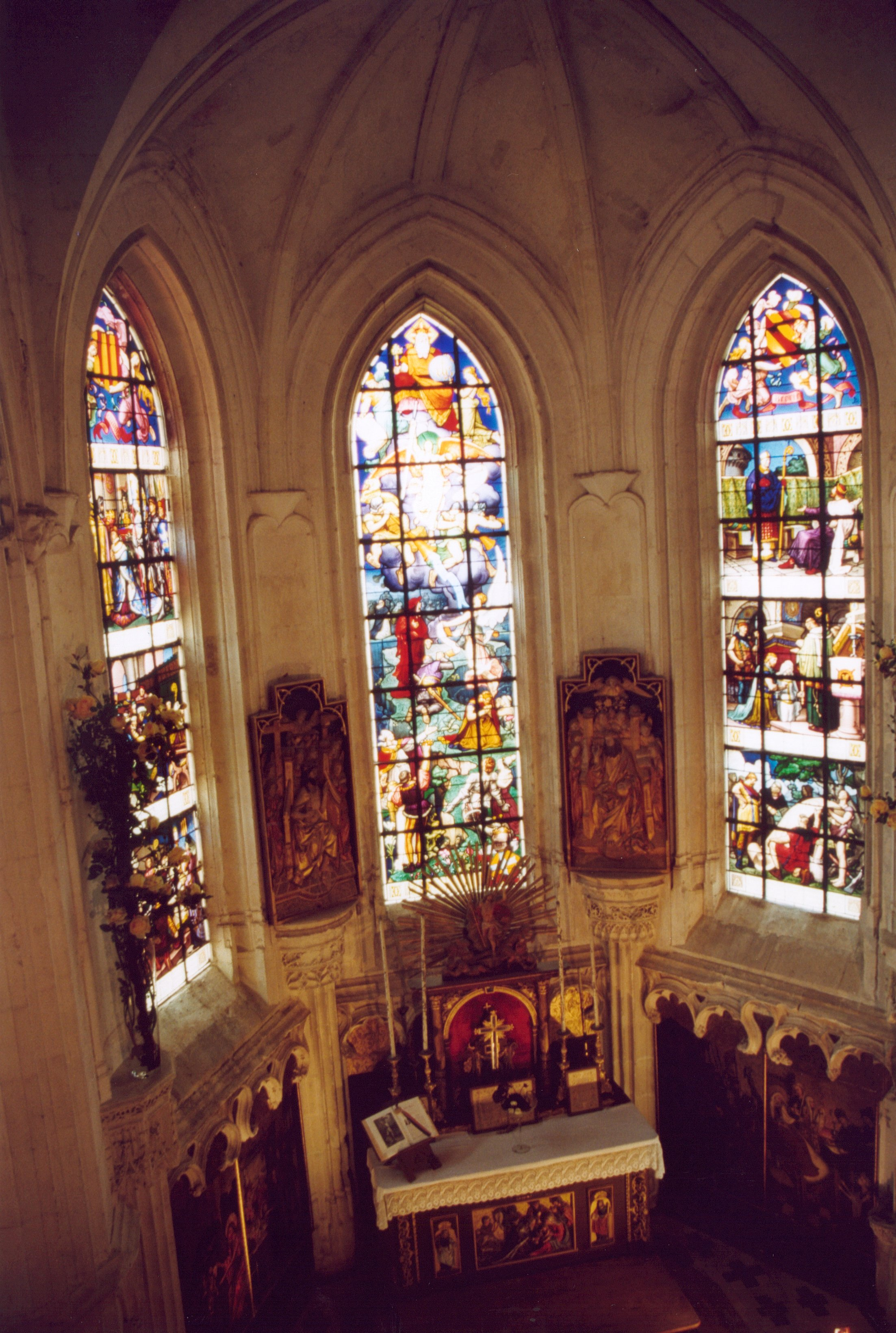
De kapel

### Familie d’Amboise
Het château Chaumont te Chaumont-sur-Loire behoorde toe aan de graaf van Blois, Eudes I. Hij schonk het later aan Gelduin, een Normandische ridder. Later kwam het kasteel door middel van schenking in handen van de familie d’Amboise. Hugues d'Amboise, tweede heer van Chaumont, bouwde een stenen slottoren. Hiermee had hij samen met het kasteel van Amboise en het château Montrichard een driehoek van verdedigingswerken gecreëerd. In de 13e eeuw behield de oudste familietak het kasteel van Amboise, en ging Chaumont over aan de jongste tak.
In 1455 werd het kasteel in brand gestoken door koning Lodewijk XI als straf voor kasteelheer Pierre d’Amboise, kamerheer van Karel VII en Lodewijk XI. Hij was namelijk in opstand gekomen tegen de koninklijke macht.
Tien jaar later pas mocht Pierre d’Amboise met de bouw van een nieuw kasteel beginnen. Na zijn dood werd zijn werk voortgezet door Charles I d’Amboise, een van zijn zeventien kinderen, die de noordelijke (aan de kant van de Loire) en westelijke vleugels voltooide. Zijn zoon, Charles II, bouwde op zijn beurt weer aan het kasteel met de hulp van zijn oom, kardinaal George. Terwijl Charles II in Milaan zat, waarover hij het opperbevel had, voltooide zijn oom uiteindelijk de bouw van het kasteel. In de zomer van 1503 verbleef koning Lodewijk II, die zijn regering bijna volledig aan George overliet, enige tijd op Chaumont. De mannelijke lijn van het geslacht van Amboise stierf uiteindelijk uit en tot 1550 bleef het kasteel in het bezit van familieleden in vrouwelijke lijn.

### De koningin en de maîtresse
In 1550 werd het kasteel namelijk gekocht door de Franse koningin, Catharina de' Medici. Na de dood van haar echtgenoot, Hendrik II, dwong ze Diane de Poitiers, de maîtresse van de koning die bij zijn leven de rol van koningin vervulde, haar mooiere kasteel in Chenonceau, een geschenk van de koning, te ruilen tegen Chaumont. Diana drukte haar stempel op het kasteel door haar embleem en monogram op verschillende plaatsen achter te laten, maar woonde zelf maar korte tijd op het kasteel. Na haar dood had Chaumont een aantal verschillende eigenaren: van ministers, edellieden, tot bankiers. Een van hen liet de noordelijke vleugel slopen, waardoor er een uitzicht op de Loire werd gecreëerd.
In de 18e eeuw vestigde Nantees le Ray, Grand Maître des Eaux et Fôrets ("grootmeester van Waters en Bossen"), onder andere een glasblazerij in de bijgebouwen van het kasteel.
Tijdens de restauratie was het kasteel achtereenvolgens eigendom van:
- baron d'Etchegoyen
- graaf d'Aramon
- burggraaf Walsh

Walsh liet een architect, J. de la Morandière, de westelijke vleugel en de binnengevel van de zuidelijke vleugel restaureren.

### Prinses De Broglie
In 1875 gaat het kasteel een nieuwe bloeiperiode in. In dat jaar werd het kasteel namelijk gekocht door Marie Say, een dochter van een zeer rijke suikerfabrikant. Ze trouwde in datzelfde jaar met prins Henri-Amédée de Broglie (zoon van Albert de Broglie) en kreeg daardoor een prinselijke titel. De prinses liet het kasteel ombouwen tot een luxeresidentie. Daarvoor werden de kerk en een aantal huizen op de helling bij het kasteel verplaatst naar de oever van de Loire. Het interieur werd ingericht met dure meubels, wandtapijten en kunstvoorwerpen die ze uit heel Europa liet komen. Ook werden er luxueuze paardenstallen gebouwd op de plek waar eerder de bijgebouwen stonden. Het luxeleventje van de prinses duurde niet lang. Haar man stierf en haar tweede echtgenoot had een gat in zijn hand. Ze verkocht de 2483 hectare grond bij het kasteel, waar o.a. bossen en wijngaarden lagen. In 1938 verkocht ze uiteindelijk ook het kasteel met een park van 17 hectare aan de staat.
Inmiddels zijn het park en het kasteel weer met elkaar verenigd en vormen ze samen het domein Chaumont-sur-Loire. Het domein is toegevoegd aan de werelderfgoedlijst van UNESCO.

## De tuinen

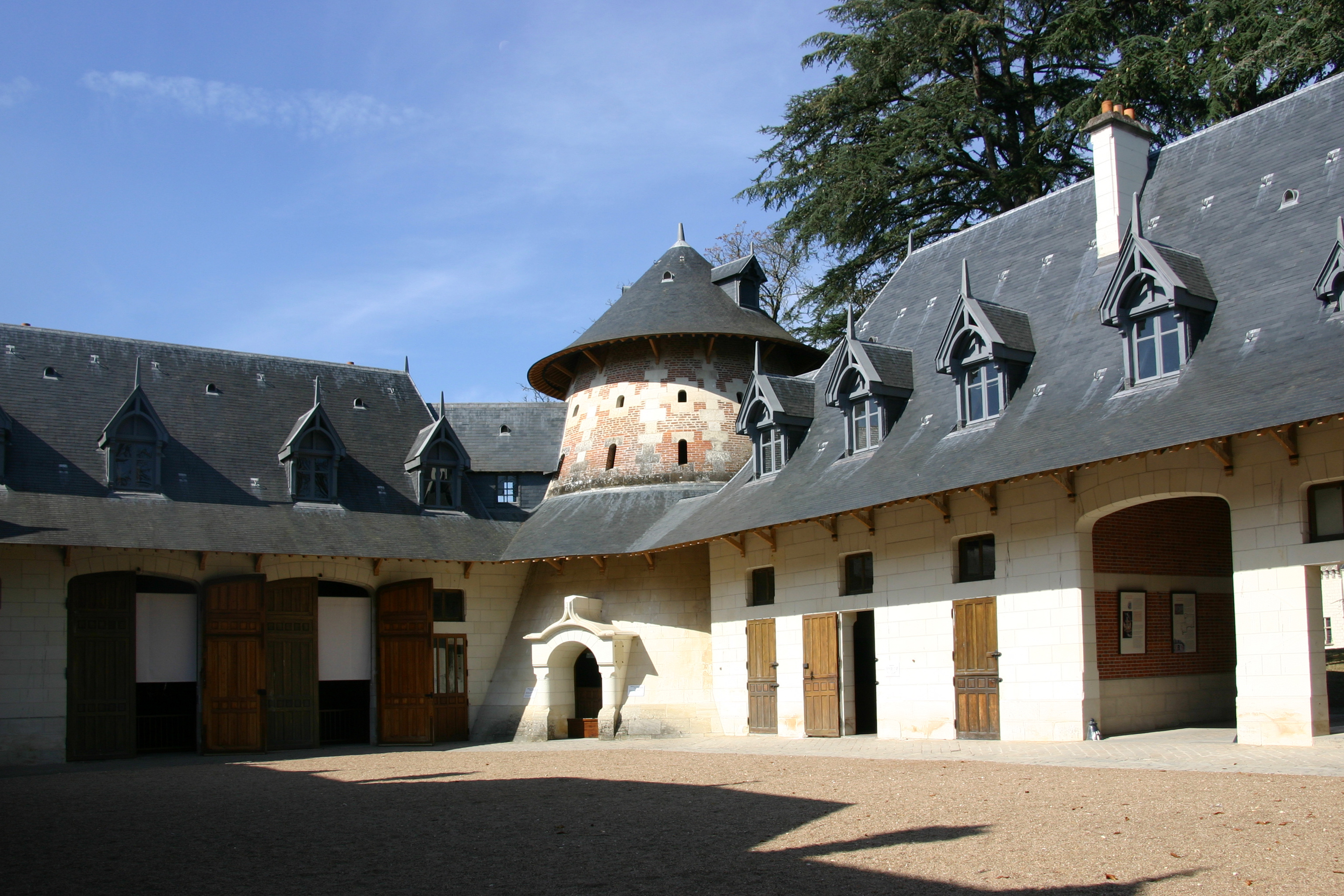
De stallen

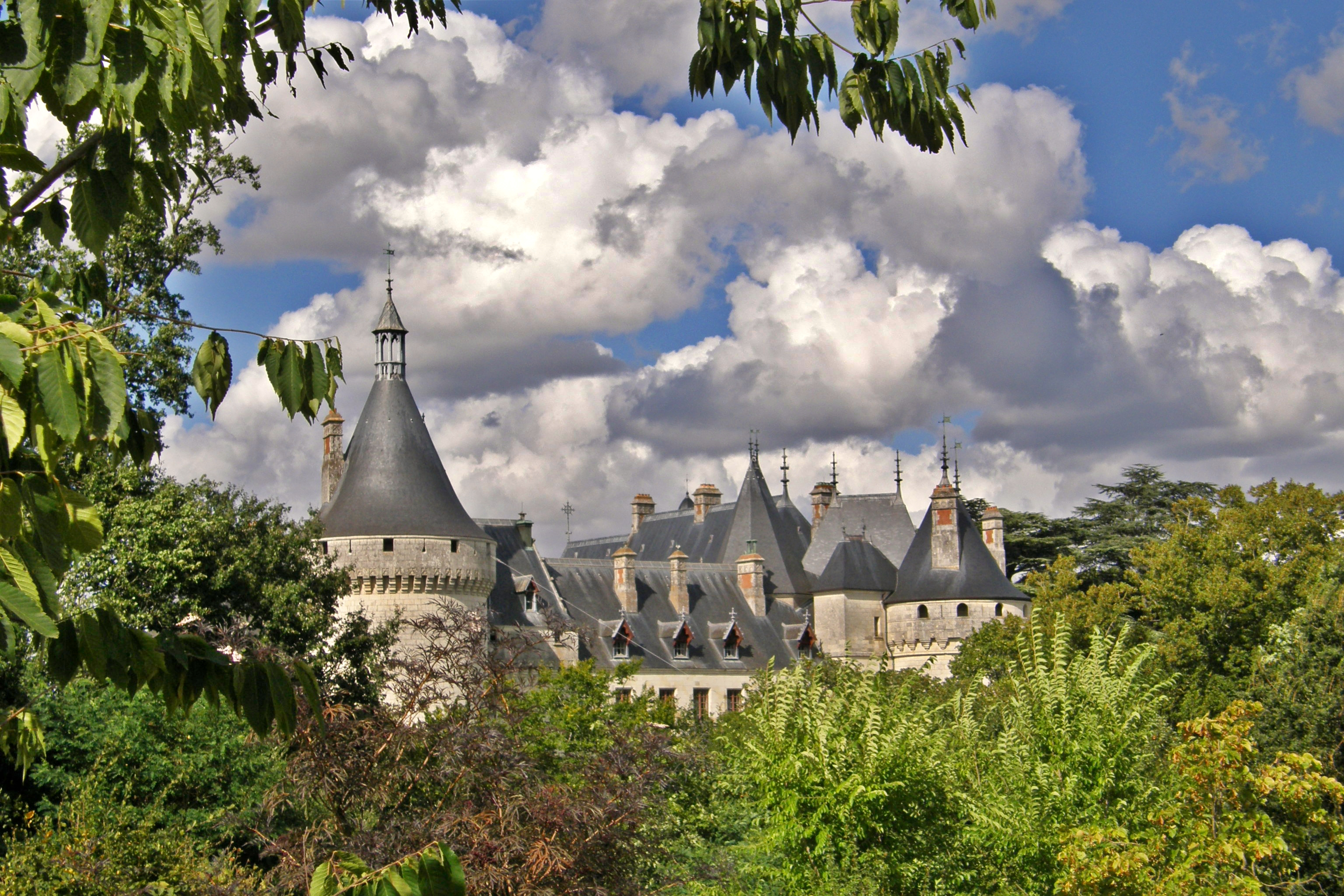
Het kasteel gezien vanuit de tuin

In de tuinen van het kasteel is sinds 1992 het 'Conservatoire International des Parcs et Jardins de Chaumont-sur-Loire' gevestigd. Er is een experimenteel gedeelte dat telkenjare volgens een ander thema wordt ingericht.

### Thema's
- Festival 2007 "Mobile"
- Festival 2006 "Jouer au jardin"
- Festival 2005 "Les jardins ont de la memoire"
- Festival 2004 "Vive le chaos"
- Festival 2003 "Les mauvaises herbes"
- Festival 2002 "L'Erotisme et les jardins"
- Festival 2001 "Mosaïculture et compagnie"
- Festival 2000 "En l'honneur de l'an 2000, vous êtes libres !"
- Festival 1999 "Rien que des potagers !"
- Festival 1998 "Ricochet"
- Festival 1997 "La technique est-elle poétiquement correcte ?"
- Festival 1996 "Ricochet"
- Festival 1995 "Jardins des curiosités"
- Festival 1994 "Acclimatations"
- Festival 1993 "L'imagination dans la crise !"
- Festival 1992